# Gongora atropurpurea
Gongora atropurpurea é uma espécie de planta do gênero Gongora e da família Orchidaceae.

## Taxonomia
A espécie foi descrita em 1825 por William Jackson Hooker.
Os seguintes sinônimos já foram catalogados:  
- Gongora heisteri  Rchb.f.
- Gongora quinquenervis atropurpurea  (Hook.) H.G.Jones

## Forma de vida
É uma espécie epífita e herbácea.

## Conservação
A espécie faz parte da Lista Vermelha das espécies ameaçadas do estado do Espírito Santo, no sudeste do Brasil. A lista foi publicada em 13 de junho de 2005 por intermédio do decreto estadual nº 1.499-R.

## Distribuição
A espécie é encontrada no estado brasileiro de Pará.
Em termos ecológicos, é encontrada no domínio fitogeográfico de Floresta Amazônica, em regiões com vegetação de mata de igapó.